# チョコチップ
チョコチップ（英: chocolate chip）は、細かく砕いて作られる小粒のチョコレートである。日本語では英語に合わせて「チョコレートチップ」とも呼ばれるが、「チョコチップ」と呼ばれるのが一般的である。多くは直径1cm程度の底が平らで丸い形をしていて、色々なサイズがあり、主に菓子作りの材料として利用される。
主なチョコチップ製造会社としてはネスレやハーシーなどが挙げられる。

## 歴史
チョコチップは1938年にアメリカ・マサチューセッツ州ホイットマンで宿屋兼レストランのトール・ハウス・インを経営していたルース・グラーヴ・ウェイクフィールドが、チョコレートチップクッキーを発明したことにはじまる。
ウェイクフィールドは宿泊客のためにクッキーを作っていたが、その日はチョコレートクッキー用に普段使っていたベイカーズチョコレートを切らしていたため、代用品としてネスレのセミスイートチョコレートを、溶かさずそのまま細かく刻んで、クッキーの生地に加えて焼いた。焼いたときに溶けて生地と混ざると考えていたが、ネスレのセミスイートチョコレートは脂肪分が少なく、溶けずにそのままの形で焼きあがった。失敗作でウェイクフィールド本人は気に入っていなかったが、スタッフや宿泊客には好評で人気メニューとなった。その後地元の新聞に彼女のチョコチップクッキーのレシピが掲載されると、そのレシピのチョコチップクッキーは地元で人気となり、ネスレのチョコレートの売り上げも急増した。1939年には彼女は原料となったネスレのチョコレートのパッケージに彼女のレシピが掲載される代わりに、ネスレから一生分のチョコレートを贈られた。そして、ネスレはバーを切り刻む機械を導入し、1941年にはネスレを含む多くの会社によって、細かいチップ状のチョコレートの販売が始まった。
ネスレのチョコチップクッキーのブランド名である「トール・ハウス・クッキー」は発明された宿屋の名前にちなんで名付けられた。

## 味の種類
当初、チョコチップは甘さ控えめなチョコレートから製造されていたが、現在はほろ苦いビターチョコレート味やピーナッツバター味、バタースカッチ味、ミントチョコレート味、ホワイトチョコレート味、ブラックチョコレート味（ミルクを加えない）、ミルクチョコレート味など多様な味が楽しめる。他には、イチゴ味、ブルーベリー味などのフルーツフレーバーのチップもある。

## 菓子作りでの使用

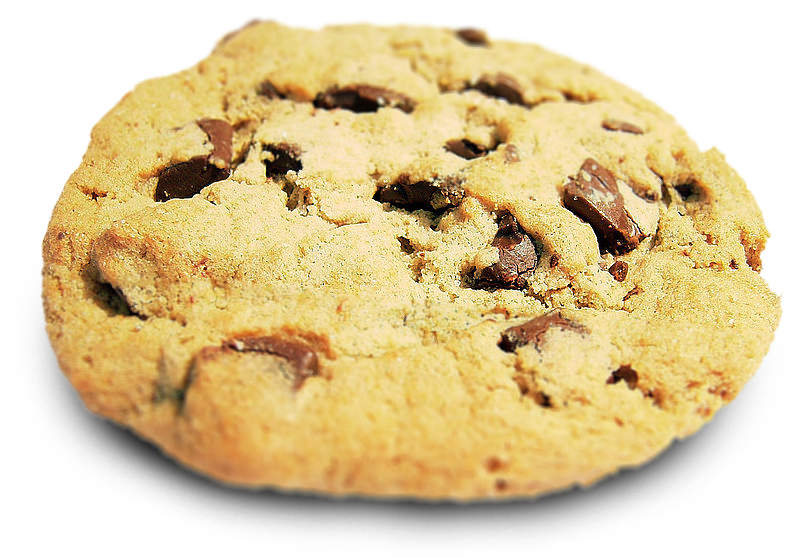
チョコチップクッキー

主にチョコチップはクッキーやホットケーキ、ワッフル、ケーキ、マフィン、クレープといった小麦粉を使用するケーキ菓子の材料として加えられるが、アイスクリームやプリンなどの食品にも加えられる。
チョコチップは液状にしてチョコレート・ソースとしても利用される。その際、チョコレートに含まれるココアバターが溶け始める、35℃近くから溶け始め、40から45℃の間で一番よく溶ける。しかし、溶かす際の温度がホワイトチョコレートでは45℃、ブラックチョコレートでは50℃を超えてしまうと、チョコレートが焦げてしまう。実際には、熱を加えた時に形状が保たれるよう、チョコチップは普通のチョコレートよりもココアバターの量が少ないため、ソースとして使用されることはあまり推奨されない。
なお、チョコチップは世界中で調理に欠かせないものになっていて、特にチョコチップクッキーはアメリカの代表的な菓子として食べられている。現在チョコチップはヨーロッパやオーストラリア、その他の地域でも入手可能になっている。